# El amor llega en verano
Tempo di villeggiatura («Tiempo de vacaciones» en italiano, conocida en España como El amor llega en verano) es una película de comedia italiana de 1956 dirigida por Antonio Racioppi, en su debut como director.

## Argumento
En un hotel en Corniolo, un pequeño pueblo en las afueras de la ciudad de Roma que se ha convertido en un centro turístico, se entrelazan las muchas historias de varias personas. Un contador corteja a una joven, fingiendo ser tímido. Un aspirante a actor pide ayuda a las camareras para sobrevivir. Un conductor se enamora de una exbailarina provocando la reacción de su novia. Un estudiante de medicina se avergüenza de su padre, un honesto jefe de camareros.

## Reparto
- Vittorio De Sica como Aristide Rossi, el contador.
- Giovanna Ralli como Lella, la prometida.
- Memmo Carotenuto como Alfredo, el jefe de camareros.
- Nino Manfredi como Carletto, el actor.
- Abbe Lane como Dolores, la exbailarina.
- Marisa Merlini como Señorita Margherita Pozzi.
- Maurizio Arena como Checco, el conductor.
- Bella Visconti como Silvana.
- Gabriele Tinti como Luciano, el estudiante.
- Dina Perbellini como Sra. Adele.
- Virgilio Riento como Hermano Serafino.
- Gildo Bocci como Tío Santino.
- Edoardo Toniolo como señor que protesta e insulta.
- Antonio Acqua como gerente del hotel.
- Roberto Bruni como Fabricio.
- Ciccio Barbi como inspector de producción.

## Producción
La película fue una de las primeras en presentar el redescubrimiento del paisaje italiano, tras los saturados escenarios art déco de la comedia del Ventennio fascista. La película se sitúa en la localidad ficticia de Corniolo, una fracción del municipio igualmente ficticio de San Vincenzo, ubicado al sur de Roma. El pueblo donde mayoritariamente se rueda la película es Nemi, una de las perlas de los Castelli Romani que se asoma al lago del mismo nombre, que se puede ver en diferentes planos de la película.

## Premios
Por esta película, Marisa Merlini ganó un Nastro d'argento a la Mejor Actriz de Reparto.